# Campeonato Mundial de Ginástica Artística - Solo masculino
A competição de solo masculino no Campeonato Mundial de Ginástica Artística foi disputada pela primeira vez em 1930. Tem sido realizada todos os anos desde a sua criação.
Três medalhas são concedidas: ouro para o primeiro lugar, prata para o segundo lugar e bronze para o terceiro lugar. Os métodos de desempate não foram usados em todos os anos. Em caso de empate entre dois ginastas, ambos os nomes são listados, e a posição seguinte (segundo por empate para o primeiro, terceiro por empate para o segundo) fica em branco porque não foi concedida medalha para aquela posição. Se três ginastas empatarem em uma posição, as duas posições seguintes ficam vazias.

## Medalhistas
O número em negrito entre parênteses denota o número recorde de vitórias.
| Year | Location                                      | OuroLuxemburgo (cidade)                       | Prata                                         | Bronze                                        |
| ---- | --------------------------------------------- | --------------------------------------------- | --------------------------------------------- | --------------------------------------------- |
| 1930 | Luxemburgo                                    | Josip Primožič                                | Emanuel Löffler                               | Alfred Krauss                                 |
| 1934 | Budapeste                                     | Georges Miez                                  | Eugen Mack                                    | Kurt Krötzsch                                 |
| 1938 | Praga                                         | Jan Gajdoš                                    | Alois Hudec Eugen Mack                        | —                                             |
| 1942 | Não realizado devido a Segunda Guerra Mundial | Não realizado devido a Segunda Guerra Mundial | Não realizado devido a Segunda Guerra Mundial | Não realizado devido a Segunda Guerra Mundial |
| 1950 | Basileia                                      | Ernst Gebendinger Josef Stalder               | —                                             | Raymond Dot                                   |
| 1954 | Roma                                          | Valentin Muratov Masao Takemoto               | —                                             | William Thoresson                             |
| 1958 | Moscou                                        | Masao Takemoto                                | Takashi Ono                                   | Yuri Titov                                    |
| 1962 | Praga                                         | Nobuyuki Aihara Yukio Endō                    | —                                             | Franco Menichelli                             |
| 1966 | Dortmund                                      | Akinori Nakayama                              | Yukio Endō                                    | Franco Menichelli                             |
| 1970 | Liubliana                                     | Akinori Nakayama                              | Eizō Kenmotsu                                 | Takeshi Katō                                  |
| 1974 | Varna                                         | Shigeru Kasamatsu                             | Hiroshi Kajiyama                              | Andrei Keranov                                |
| 1978 | Estrasburgo                                   | Kurt Thomas                                   | Shigeru Kasamatsu                             | Alexander Dityatin                            |
| 1979 | Fort Worth                                    | Roland Brückner Kurt Thomas                   | —                                             | Aleksandr Tkachyov                            |
| 1981 | Moscou                                        | Yuri Korolyov Li Yuejiu                       | —                                             | Kōji Gushiken                                 |
| 1983 | Budapeste                                     | Tong Fei                                      | Dmitry Bilozerchev                            | Li Ning                                       |
| 1985 | Montreal                                      | Tong Fei                                      | Yuri Korolyov                                 | Li Ning                                       |
| 1987 | Rotterdam                                     | Lou Yun                                       | Vladimir Artemov                              | Lubomir Geraskov                              |
| 1989 | Stuttgart                                     | Ihor Korobchynskyi                            | Vladimir Artemov                              | Li Chunyang                                   |
| 1991 | Indianápolis                                  | Ihor Korobchynskyi                            | Vitaly Scherbo                                | Daisuke Nishikawa                             |
| 1992 | Paris                                         | Ihor Korobchynskyi                            | Vitaly Scherbo                                | Maik Krahberg                                 |
| 1993 | Birmingham                                    | Hrihoriy Misyutin                             | Vitaly Scherbo Neil Thomas                    | —                                             |
| 1994 | Brisbane                                      | Vitaly Scherbo                                | Ioannis Melissanidis Neil Thomas              | —                                             |
| 1995 | Sabae                                         | Vitaly Scherbo                                | Li Xiaoshuang                                 | Hrihoriy Misyutin                             |
| 1996 | San Juan                                      | Vitaly Scherbo                                | Aleksey Voropayev                             | Hrihoriy Misyutin                             |
| 1997 | Lausana                                       | Alexei Nemov                                  | Dimitri Karbanenko                            | Li Xiaopeng                                   |
| 1999 | Tianjin                                       | Alexei Nemov                                  | Gervasio Deferr                               | Xing Aowei                                    |
| 2001 | Gante                                         | Marian Drăgulescu Yordan Yovchev              | —                                             | Igors Vihrovs                                 |
| 2002 | Debrecen                                      | Marian Drăgulescu                             | Yordan Yovchev                                | Paul Hamm                                     |
| 2003 | Anaheim                                       | Paul Hamm Yordan Yovchev                      | —                                             | Kyle Shewfelt                                 |
| 2005 | Melbourne                                     | Diego Hypólito                                | Brandon O'Neill                               | Róbert Gál Liang Fuliang                      |
| 2006 | Aarhus                                        | Marian Drăgulescu                             | Diego Hypólito                                | Kyle Shewfelt                                 |
| 2007 | Stuttgart                                     | Diego Hypólito                                | Gervasio Deferr                               | Hisashi Mizutori                              |
| 2009 | Londres                                       | Marian Drăgulescu (4)                         | Zou Kai                                       | Alexander Shatilov                            |
| 2010 | Rotterdam                                     | Eleftherios Kosmidis                          | Kōhei Uchimura                                | Daniel Purvis                                 |
| 2011 | Tóquio                                        | Kōhei Uchimura                                | Zou Kai                                       | Diego Hypólito Alexander Shatilov             |
| 2013 | Antuérpia                                     | Kenzō Shirai                                  | Jacob Dalton                                  | Kōhei Uchimura                                |
| 2014 | Nanning                                       | Denis Ablyazin                                | Kenzō Shirai                                  | Diego Hypólito                                |
| 2015 | Glasgow                                       | Kenzō Shirai                                  | Max Whitlock                                  | Rayderley Zapata                              |
| 2017 | Montreal                                      | Kenzō Shirai                                  | Artem Dolgopyat                               | Yul Moldauer                                  |
| 2018 | Doha                                          | Artur Dalaloyan                               | Kenzō Shirai                                  | Carlos Yulo                                   |
| 2019 | Stuttgart                                     | Carlos Yulo                                   | Artem Dolgopyat                               | Xiao Ruoteng                                  |
| 2021 | Kitakyushu                                    | Nicola Bartolini                              | Kazuki Minami                                 | Emil Soravuo                                  |
| 2022 | Liverpool                                     | Giarnni Regini-Moran                          | Daiki Hashimoto                               | Ryosuke Doi                                   |

## Quadro de medalhas geral
Última atualização após o Campeonato Mundial de 2022.
| Pos.                | País                | Ouro | Prata | Bronze | Total |
| ------------------- | ------------------- | ---- | ----- | ------ | ----- |
| 1                   | Japão               | 11   | 10    | 6      | 27    |
| 2                   | União Soviética     | 4    | 5     | 3      | 12    |
| 3                   | China               | 4    | 3     | 7      | 14    |
| 4                   | Rússia              | 4    | 1     | 0      | 5     |
| 5                   | Roménia             | 4    | 0     | 0      | 4     |
| 6                   | Suíça               | 3    | 2     | 0      | 5     |
| 7                   | Estados Unidos      | 3    | 1     | 2      | 6     |
| 8                   | Bielorrússia        | 3    | 1     | 0      | 4     |
| 9                   | Brasil              | 2    | 1     | 2      | 5     |
| 9                   | Bulgária            | 2    | 1     | 2      | 5     |
| 11                  | Grã-Bretanha        | 1    | 3     | 1      | 5     |
| 12                  | Tchecoslováquia     | 1    | 2     | 0      | 3     |
| 13                  | CEI [a]             | 1    | 1     | 0      | 2     |
| 13                  | Grécia              | 1    | 1     | 0      | 2     |
| 15                  | Itália              | 1    | 0     | 2      | 3     |
| 15                  | Ucrânia             | 1    | 0     | 2      | 3     |
| 17                  | Filipinas           | 1    | 0     | 1      | 2     |
| 18                  | Alemanha Oriental   | 1    | 0     | 0      | 1     |
| 18                  | Iugoslávia          | 1    | 0     | 0      | 1     |
| 20                  | Israel              | 0    | 2     | 2      | 4     |
| 21                  | Espanha             | 0    | 2     | 1      | 3     |
| 22                  | Canadá              | 0    | 1     | 2      | 3     |
| 22                  | França              | 0    | 1     | 2      | 3     |
| 24                  | Alemanha            | 0    | 0     | 2      | 2     |
| 25                  | Finlândia           | 0    | 0     | 1      | 1     |
| 25                  | Hungria             | 0    | 0     | 1      | 1     |
| 25                  | Letónia             | 0    | 0     | 1      | 1     |
| 25                  | Suécia              | 0    | 0     | 1      | 1     |
| Total (28 entradas) | Total (28 entradas) | 49   | 38    | 41     | 128   |

Note
- ↑[a]  Documentos oficiais da FIG creditam medalhas conquistadas por atletas da antiga União Soviética no Campeonato Mundial de Ginástica Artística de 1992 em Paris, França, como medalhas para [[Comunidade de Estados Independentes|CEI (Comunidade de Estados Independentes)] ].

## Múltiplos medalhistas
| Pos. | Ginasta            | Nação                                | Anos      | Ouro | Prata | Bronze | Total |
| ---- | ------------------ | ------------------------------------ | --------- | ---- | ----- | ------ | ----- |
| 1    | Marian Drăgulescu  | Roménia                              | 2001–2009 | 4    | 0     | 0      | 4     |
| 2    | Vitaly Scherbo     | União Soviética · CIS · Bielorrússia | 1991–1996 | 3    | 3     | 0      | 6     |
| 3    | Kenzō Shirai       | Japão                                | 2013–2018 | 3    | 2     | 0      | 5     |
| 4    | Ihor Korobchynskyi | União Soviética · CIS                | 1989–1992 | 3    | 0     | 0      | 3     |
| 5    | Diego Hypólito     | Brasil                               | 2005–2014 | 2    | 1     | 2      | 5     |
| 6    | Yordan Yovchev     | Bulgária                             | 2001–2003 | 2    | 1     | 0      | 3     |
| 7    | Akinori Nakayama   | Japão                                | 1966–1970 | 2    | 0     | 0      | 2     |
| 7    | Alexei Nemov       | Rússia                               | 1997–1999 | 2    | 0     | 0      | 2     |
| 7    | Masao Takemoto     | Japão                                | 1954–1958 | 2    | 0     | 0      | 2     |
| 7    | Kurt Thomas        | Estados Unidos                       | 1978–1979 | 2    | 0     | 0      | 2     |
| 7    | Tong Fei           | Estados Unidos                       | 1983–1985 | 2    | 0     | 0      | 2     |
| 12   | Kōhei Uchimura     | Japão                                | 2010–2013 | 1    | 1     | 1      | 3     |
| 13   | Yukio Endō         | Japão                                | 1962–1966 | 1    | 1     | 0      | 2     |
| 13   | Shigeru Kasamatsu  | Japão                                | 1974–1978 | 1    | 1     | 0      | 2     |
| 13   | Yuri Korolyov      | União Soviética                      | 1981–1985 | 1    | 1     | 0      | 2     |
| 16   | Hrihoriy Misyutin  | Ucrânia                              | 1993–1996 | 1    | 0     | 2      | 3     |
| 17   | Paul Hamm          | Estados Unidos                       | 2002–2003 | 1    | 0     | 1      | 2     |
| 17   | Carlos Yulo        | Filipinas                            | 2018–2019 | 1    | 0     | 1      | 2     |
| 19   | Vladimir Artemov   | União Soviética                      | 1987–1989 | 0    | 2     | 0      | 2     |
| 19   | Gervasio Deferr    | Espanha                              | 1999–2007 | 0    | 2     | 0      | 2     |
| 19   | Artem Dolgopyat    | Israel                               | 2017–2019 | 0    | 2     | 0      | 2     |
| 19   | Eugen Mack         | Suíça                                | 1934–1938 | 0    | 2     | 0      | 2     |
| 19   | Neil Thomas        | Grã-Bretanha                         | 1993–1994 | 0    | 2     | 0      | 2     |
| 19   | Zou Kai            | China                                | 2009–2011 | 0    | 2     | 0      | 2     |
| 25   | Li Ning            | China                                | 1983–1985 | 0    | 0     | 2      | 2     |
| 25   | Franco Menichelli  | Itália                               | 1962–1966 | 0    | 0     | 2      | 2     |
| 25   | Alexander Shatilov | Israel                               | 2009–2011 | 0    | 0     | 2      | 2     |
| 25   | Kyle Shewfelt      | Canadá                               | 2003–2006 | 0    | 0     | 2      | 2     |